# أرجيفيس (تسمية)

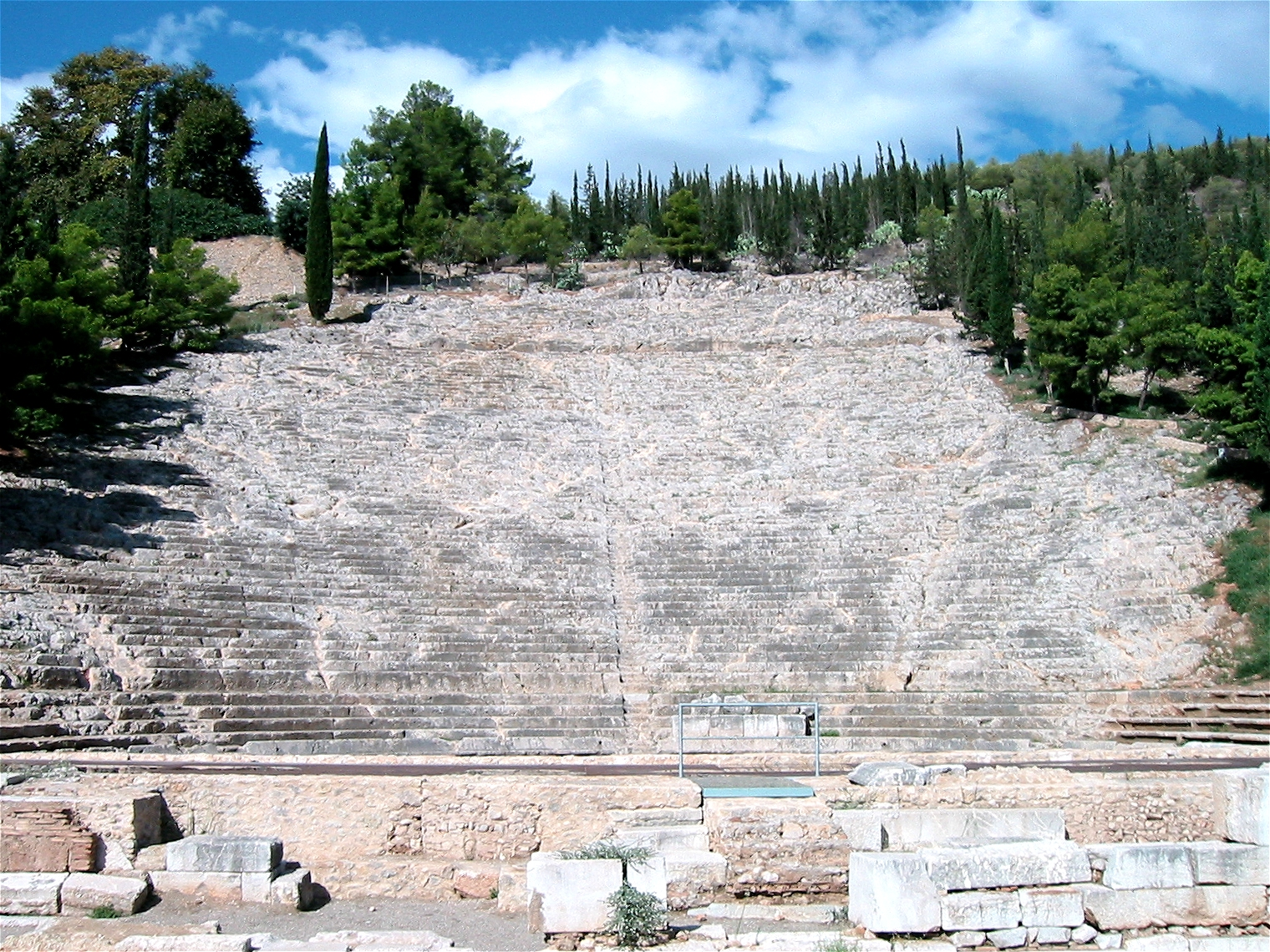
مسرح أرغوس القديم، اليونان

أرجيفس (بالإنجليزية: Argives)‏ السكان القدامي لمنطقة آرجوس وأرجولیس، وكان هوميروس وغيره من الشعراء القدماء يطلقون على اليونانيين اسم أرجيفيس. فهو لم يكن يستخدم لفظ اليونان، ثم استخدم الكتاب المتأخرون كلمة اليونان لتغطي جميع القبائل.